# No Suicide Act (groupe)
No Suicide Act (NSA en abrégé) est un groupe musical lyonnais composé de Lionel Martin (a.k.a Madsaxx) au saxophone baryton et machines et de François Guillemot (FanXoa) au chant. Fondé à l'été 2022, le groupe pratique une musique oscillant entre indie rock, noise, punk et free jazz.

## Biographie
Le groupe s'est formé à la suite d'une rencontre entre les deux artistes au sein du programme de recherche PIND (Punk is Not Dead, une histoire du punk en France, 1976-2016). En particulier, le 11 mars 2022, lors d'une journée d'études consacrée au groupe Bérurier Noir à la Bibliothèque nationale de France, Lionel Martin réalise une performance solo intitulée "Sax carnage agité et libre, dommage aux Bérus" qui sonne le départ d'une collaboration active entre les deux musiciens. Au mois d'août 2022, le groupe est fondé lors d'une résidence musicale à Bourges dans la friche culturelle Antre Peaux. Au cours de l'année 2023, le groupe enregistre un premier maxi 45 tours, édité en juin conjointement par les labels indépendants Ouch! Records et Archives de la Zone Mondiale.
Le premier concert de No Suicide Act se déroule à Montréal le 7 septembre 2024 dans le célèbre club Les Foufounes Électriques lors du festival Droogs Fest organisé par l'association Macadam,. Au mois d'octobre 2024, le groupe sort son premier album intitulé Interbellum, "Un album hétéroclite et puissant, restitution d'une tension sociale qui ne cesse de s'amplifier". Dans la foulée, le groupe se produit à Paris, Lyon ou Genève.

## Style musical
Le groupe est à la jonction de plusieurs style de musique : jazz, punk, électro, noise. Les sons de la boîte à rythme Electro-Harmonix DRM-16 (utilisée auparavant par le groupe Bérurier Noir) sont repris et mixés dans une nouvelle configuration musicale. Au niveau de ses influences ou inspirations le groupe revendique plusieurs filiations : le groupe mythique new-yorkais Suicide, le groupe allemand D.A.F., les Stooges, mais aussi Albert Ayler ou Sidney Bechet. Le Petit bulletin à Lyon résume la proposition expérimentale de No Suicide Act : 
"No suicide act n'est pas seulement une proclamation ou une prière, mais aussi la collision entre deux mondes lointains donnant lieu à un (d)étonnant mix sonore brut et nécessaire. [...] Le duo lyonnais semble avancer une proposition non destructive mais assurément tellurique, en mesure de miner la passivité pour bousculer les consciences". 
Le groupe est accompagné de l’ingénieur du son Cédric Béron, alias Disque Noir, dans ses concerts et ses productions.

## Discographie
Album studio
Singles